# 首実検

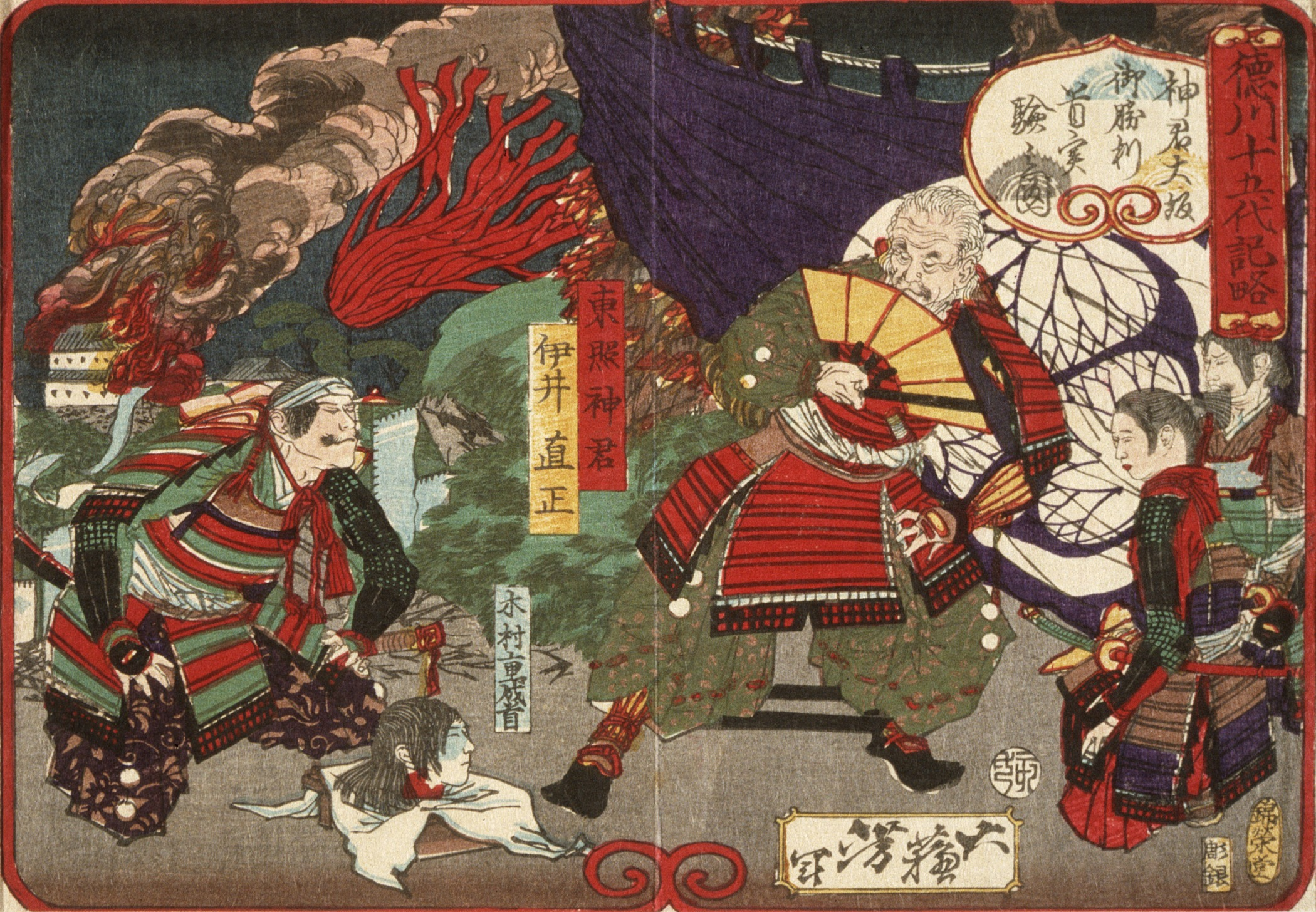
大蘇芳年筆『徳川十五代記略』「神君大坂御勝利 首実検之図」。大坂夏の陣にて徳川家康が木村重成の首実検を行う場面。

首実検（くびじっけん）とは、前近代、配下の武士が戦場で討ちとった敵方の首級（くび・しるし）の身元を大将が判定し、その配下の武士の論功行賞の重要な判定材料とするために行われた作業。本当に申告した本人の戦功かどうかの詮議の場でもあった。夏期においては穂垂首（損傷の著しい首）は軍監による確認に止め、大将には見せない場合もあった。
大将や重臣が、討ち取ったと主張する者にその首を提出させ、相手の氏名や討ち取った経緯を、場合によっては証人を伴い確認した上で戦功として承認する。首級の確認は、寝返りした、または捕虜となった敵方に確認させることもあった。

## 呼称
呼称としては、敵の大将、貴人の検分は対面、歩兵の雑兵らに対するものを見知といい、「首実検」とは物頭や諸奉行クラスの騎馬武者の首のみを検分（実検）することである。
しかし広義には､首の検分の総称として｢首実検｣という語が使用されているのである。
たとえば『雍州府志』十　陵墓　には「凡本朝軍士、得敵首謂取首、或謂高名、依忠功高得武名之謂也、敵之所随身物、或冑或刀等物、添首取之来、謂分取高名、倭俗一種謂一分、依之一種分来、故称分取、敵首携帰入主君之一覧、是謂実検、蓋検軍実之義乎、記首多少之書謂首帖」という。
また『軍礼抄』対面の首の事　には「一敵の大将の首を我大将の御覧するをは実検とはいはす対面と云也」という。
また『越後軍記』三　景虎問頸実検之法式事には「一　頸対面ト申ハ敵ノ大将貴人高位ノ頸ヲ見給フ是ヲ対面ト云ヘリ」「一　実検トハ諸ノ者奉行等総シテ甲冑ヲ帯スル騎兵ノ頸ヲ見給フヲ云ナリ歩立ノ士葉武者ノ頸ヲ双置見給フヲ見知ト云ナリ（首実検トハ総名ト知ルヘシ）」「一　見知ト云ハ下輩ノ者ナリ」という。
また『頸対面之次第』には「敵将ノ頸ヲ討取大将其首ヲ見ルヲ実検ト総テハ云ヘ共互ヒニ劣ラヌ将ノ頸ヲ実検トハイハテ頸対面ト云也勝負ハ将ノ運ニ依テ討事モアリ又討ルゝ事モ有ヘシ将ノ運ニ依テ也将ノ礼儀ハ死シテモオトサゞルハ武士ノ道トスルナリ」「口伝ニ云ク検知ト云ハ大将ノ頸ニアラス連枝ノ首重キ人体ノ時検知ト云フ」という。
また『首検知之次第』には「一　大将之連枝或ハ幌武者再拝採等之首ヲ見ル是ヲ検知ト称ス備経営等対面ノ如シ」「一　葉武者白歯者雑兵等之頸ヲ見ルヲ配見ト号ス」という。

### 化粧
首実検の前には、武士の婦女子により首に死化粧が施された。武士は自身の首は敵将に供せられることを覚悟し常日頃身だしなみに気を使った。武士が薄化粧をしたり香を施すことは軟弱とは見なされなかった。
伊勢貞丈『軍礼抄』に、「首を水にて能く洗ひ、血又は土などを洗ひ落し、髪を引きさき、もとゆひに髻を高くゆひ上ぐべし。もし、かねつけおしろいべになどつけたる首ならば、其の如くにこしらへ〔ママ〕べし、顔に疵付きたらば米の粉をふりかけて、疵をまぎらかす也、紙札に首の姓名を書いて付くる也」とある。
髪は普通時よりも高く結い上げ、髪を結うにははじめから水を付け、右から櫛をつかい、櫛の「みね」で立て、元結いを櫛で4度たたいて結いおさめる。普段、櫛の「みね」を髪に当てることを忌みきらうのは、ここからきたものである。歯を染めてある首には、「かね」をつける。
天正2年（1574年）の正月、織田信長は浅井久政・長政父子と朝倉義景の3人の首（頭蓋骨）を薄濃（はくだみ）にしたものを酒宴で披露した。桑田忠親はこれを「信長がいかに冷酷残忍な人物であったかがわかる」と評しているが、宮本義己は敵将への敬意の念があったことを表したもので、改年にあたり今生と後生を合わせた清めの場で三将の菩提を弔い新たな出発を期したものであり、桑田説は首化粧の風習の見落としによる偏った評価と分析している。

## 場所
首実検は寺その他で行われる。『軍礼抄』には「首実検の場所は其所の寺なとにて有へし首御覧する人は門の内首御目にかくる人は門の外にあるへし門もなき所は幕をはりて中を巻上げて内外の隔をなす也敵来て首をうばひ返す事も有へき歟の用心をきひしくすへし」という。

## 首台
首台には、そば折敷（おしき）、つまり角を切らない折敷をもちいる。ふつうのそば折敷よりも手厚くして、檜をつかう。広さは8寸4分四方、厚さ9分、高さ約1寸2分。脚は3で、刳形は無い。箱の蓋の桟のように鉄釘で3箇所、打つ。首を置き据えるには、柾目の方を先にして、木目を竪にして置く。ここから、普段、竪に木目を人に向けて膳を据えることを「えびす膳」といって忌みきらう。大将は中門のなかでこれを実検して、見せる者は中門の外にいるのが作法とされる。

## 装束
大将の装束は、縁塗または梨地打烏帽子をかむり、鎧直垂の上に鎧を着し、弽（ゆがけ）を差し、鞘巻をいたし、太刀を佩き、上帯鉢巻を締め、きりふ中黒の征矢をさし、逆顔の箙を負い、鞭を箙に差し、頬貫を穿き、左手に重籐の弓をにぎり、右手に扇をもち、床机に敷皮をしかせて腰を掛け、白毛のところをふまえて着座する。

## 実検
実検の時には、床机をはずし、立って弓杖をつき、右手を太刀の柄にかけすこし太刀を抜きかけ、敵に向かうこころで右の方へ顔を外向け、左の目尻でただ一目見て、抜きかけの太刀をおさめ、弓を右手にとって弓杖につき、左手で扇を開き、昼ならば日の方を、夜ならば月を外にして左扇をつかう。首は一目で、二目とは見ない。真正面からは見ず、尻目にかける。太刀を従者にもたせるならば、左側に太刀の柄に手をかけすこし抜きかけて立たせる。
その他の者どももいずれも縁塗または折烏帽子に鎧直垂の上に鎧を着し、太刀を佩く。首実検を乞う者もまた同じである。足半や沓を穿くなどは不可であり、征矢を負う。作法が総じて戦場にあるが如きは、大将の首級などは敵方から奪還に来襲することも大いにあり得るからである。
実検の作法は、まず右手で髻をにぎり、引き上げめにして、右手に台を持ち下から受けて持って出て、すわるとき両膝をふせて安座する。ついで台を下に置き、首の耳に左手拇指を入れ、残る指で頤をおさえ、右手は頬から頤へあてて持ち上げ、首の横顔を見せて左へ回って立ち退く。帰るときは首を台にのせて持ち退く。実検のときは、大将とお目に掛ける者の間、大将の左方に奏者が居て、首をあげた者の名を披露する。つづいて首の名字をいう。首の台の無い場合は鼻紙またはふつうの扇裏を台として首を受けるように出す。
実検がすめば、首を中門の外の台または首桶の蓋の上に置き、首を敵方に向け、弓杖5つほど退いて立ち並んで、ときの声をあげる。つづいて縁の無い折敷に土器（かわらけ）を2つかさねて、向こうにコンブ1きれを置いて、コンブを首の口によせ傍に置き、上の杯に2度酒をつがせ、飲ませる体にして傍にふせて置き、またコンブを口に寄せ、下の杯に酒を2度いれて飲ませる体にする。このとき銚子の持ち方は常にかわり、左手を先にしかつらの星のところを持って、右手は長柄の折目を持って、左手甲のかたへ捻って逆に酒をつぐ。ここから、コンブ1きれ、杯2つ置くこと、2献のむこと、左酌で逆に酒をいれること、杯をうつぶせて置くことなどを忌みきらう。これが終って首を北の方へ捨てる。北は「にげる」と訓むからだという。

### 略式
略式の首実検では、具足を脱いで、小具足で首を実検することがあった。髻を右手にとり、首の面を先にして、すこし仰向け、左を御覧あるようにお目に掛ける。このとき左右の膝をたてつくばい、左へ回って立つ。入道首は左手で切口をとらえ、大指で耳の上をかかえてお目にかける。肩衣袴のときは太刀をもち、首を見る。また、私宅で見るときは鎧直垂である。

## 実検ののち
首は、実検ののち、捨てることも、獄門にかけることも、首桶にいれて敵方に送ることもある。

### 首桶
首桶の作り方は、高さ1尺8寸、口の広さ8寸、わげもので、かぶせ蓋。蓋に卍を書く。緒は、革または帯の類で、十文字にからげる。貴人の首ならば、生絹（すずし）で包んで、桶の綴目に面を向けて入れる。保呂でつつむ時は保呂のこし紐を切って、両端をたたんで右の方を上にして包む。行器に入れる首は朝敵の首または一門の首にかぎる。また、首を敵にひきわたすときは暇乞いの矢といって、征矢1筋をそえ、右に持って、首桶の緒を左手にもつ。まず矢をわたし、つぎに首桶の綴目を先方にむけてわたす。物の綴目を先に向けることを忌みきらうのはこのためである。

### 首札
首札は、もとは木札だった。長さ1寸8分、横1寸。上に2分置いて切目をつけ、緒縄でむすぶ。木札でも紙札でも「なにがしこれを討取る」と書く。首を見知ったときは、なにがし討取、なにがしの首、と2行で書く。札をつける箇所は大将分の首は左鬂の髪、入道ならば耳に穴をあけてつける。左右は人品による。

### 首板
首板は、首1つのときは板の竪横1尺6寸、竪足を3本つける。高さ4尺、足2本前、1本後。足3本のものの2足を前にすることを忌みきらうのはこのためである。板の裏から表に長い釘を出し、首の切口を刺す。

### 供物
また、戦死者の格式に応じて供物が用意され、大将の首には昆布や酒などが供えられるなどした。大将格の首であれば首対面、重臣級の首であれば検知などと名称も変化している。行刑の場で行われる事は少なく、刑死者に対する首実検の例も多くない。